# Partula atilis
Partula atilis foi uma espécie de gastrópodes da família Partulidae.
Foi endémica da Polinésia Francesa.